# Daniil (Patriarch)

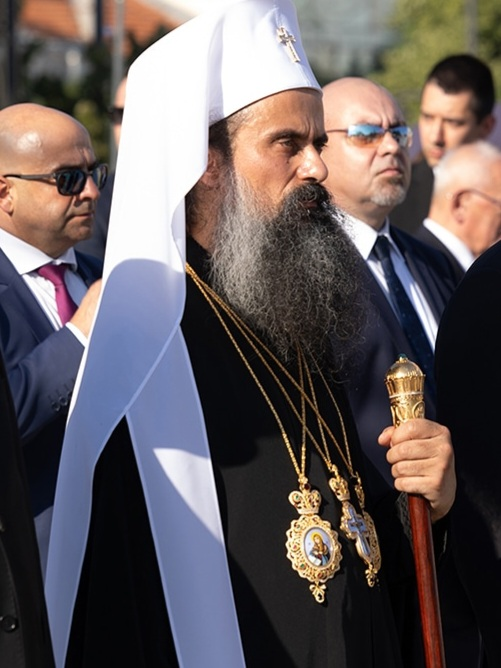
Patriarch Daniil von Bulgarien

Patriarch Daniil (bulgarisch Патриарх Даниил Patriarh Daniil), geboren als Atanas Trendafilow Nikolow (bulgarisch Атанас Трендафилов Николов; * 2. März 1972), ist ein bulgarisch-orthodoxer Geistlicher und seit Juni 2024 Metropolit der Diözese von Sofia und Patriarch der Bulgarisch-Orthodoxen Kirche. 

## Leben
Atanas Trendafilow Nikolow wurde am 2. März 1972 in Smoljan geboren. Er diente im Militär und studierte an der Universität von Sofia ab 1996 zunächst Englische Philologie und später Theologie. 2002 schloss er sein Studium ab und trat im Juli 2004 in das Kloster Roschen ein. Im selben Jahr wurde er zum Priestermönch geweiht und 2006 zum Archimandriten erhoben. 
Am 20. Januar 2008 wurde er zum Bischof von Dragovitia geweiht und zum Vikar der Diözese von Newrokop ernannt. 2010 wurde er Vikar der bulgarisch-orthodoxen Diözese von US-Amerika, Kanada und Australien. Am 4. Februar 2018 wurde er von der Synode zum Metropoliten von Widin gewählt. Als solcher kritisierte er die Anerkennung der Orthodoxen Kirche der Ukraine durch Patriarch Bartholomäus I.
Nach dem Tode des Patriarchen Neofit von Bulgarien im März 2024 war er als einer von drei Kandidaten in der engeren Auswahl für die Wahl eines Nachfolgers. Am 30. Juni 2024 wählte ihn ein Kirchenkonzil zum neuen Patriarchen und Metropoliten von Sofia.